# Mbuyuni (Morogoro)
Mbuyuni è una circoscrizione urbana (urban ward) della Tanzania situata nel distretto urbano di Morogoro, regione di Morogoro. Conta una popolazione di 11 786 abitanti (censimento 2012).